# Loạt vụ xả súng spa ở Atlanta năm 2021
Vào ngày 16 tháng 3 năm 2021, một loạt vụ xả súng hàng loạt diễn ra trong ba tiệm spa tại thành phố Atlanta thuộc bang Georgia, Hoa Kỳ. Tám người đã tử vong sau vụ xả súng, trong đó bao gồm sáu người là những phụ nữ gốc Á và một người bị thương. Một nghi phạm nam 21 tuổi, Robert Aaron Long, bị bắt giữ cùng ngày.
Theo cảnh sát, Long nói anh bị nghiện tình dục vốn đi ngược lại với những tư tưởng tôn giáo của anh. Anh từng sống trong một cơ sở chữa trị phúc âm cho chứng nghiện tình dục. Sau vụ xả súng, Long bị truy tố với bốn tội danh giết người ở Atlanta, và bốn tội danh giết người và một tội danh hành hung nghiêm trọng tại Hạt Cherokee.
Mặc dù Long không bị truy tố tội ác vì thù ghét trong quá trình điều tra, nhiều bình luận đã mô tả những cuộc xả súng này là có động cơ thù ghét, phản ánh sự thù ghét người gốc Á tăng cao ở Hoa Kỳ trong đại dịch COVID-19. Những cuộc biểu tình phản đối bạo lực chống người châu Á đã diễn ra trên các thành phố khắp nước Mỹ và thế giới sau loạt vụ xả súng.

## Diễn biến

### Các vụ xả súng

#### Xả súng hạt Cherokee
Vài giờ trước vụ xả súng, nghi phạm Robert Aaron Long mua một khẩu súng ngắn 9mm tại Big Woods Goods, một cửa hàng súng đạn tại Holly Springs, một cách hợp pháp. Như hầu hết các bang khác, Georgia không có thời gian chờ để mua súng. Máy quay an ninh cho thấy anh đến Young's Asian Massage, một tiệm mát xa gần Acworth, và ngồi trong bãi giữ xe trong khoảng một giờ đồng hồ. Anh sau đó đi vào tòa nhà lúc 3:38 chiều EDT (19:38 UTC) và ở trong đó trong vòng 1 tiếng 12 phút. Cảnh sát không nói rõ Long làm gì trong khoảng thời gian này. Một khách hàng đến tiệm của Young ngày hôm đó trả lời phỏng vấn rằng mọi thứ vẫn bình thường khi anh ta đến lúc 4:40 tối.
Long rời khỏi Young's lúc 4:50 tối, và cuộc gọi 9-1-1 đầu tiên báo cáo về cuộc xả súng cho Văn phòng Cảnh sát trưởng Hạt Cherokee xảy ra vào lúc 4:54 tối. Cảnh sát đến vài phút sau khi Long rời đi. Ở đó, họ tìm thấy thi thể hai người và ba người khác bị thương trong những phòng khác nhau; hai trong số đó chết khi ở bệnh viện. Cảnh sát tìm thấy một khách hàng nam trong một căn phòng khác, hoảng sợ và bối rối, và bắt giữ anh trong bốn tiếng đồng hồ.

#### Xả súng đường Piedmont

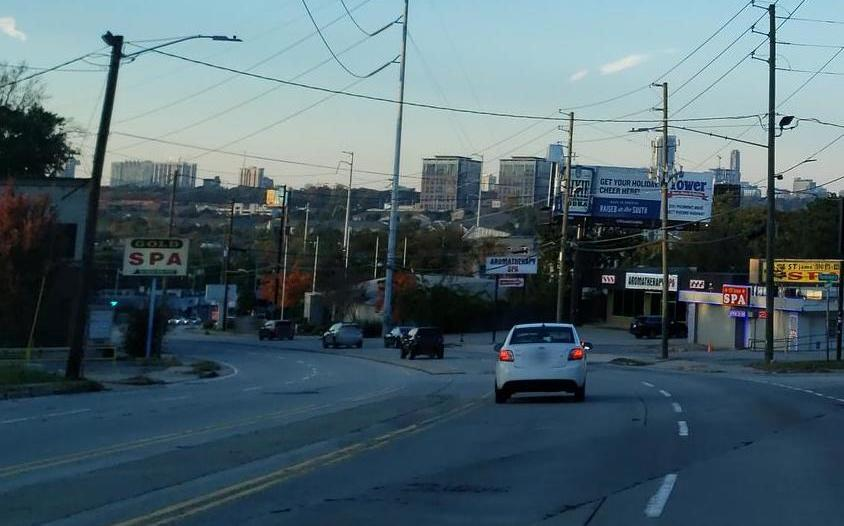
Gold Spa (trái) và Aromatherapy Spa (phải) chụp năm 2018

Lúc 5:47 tối EDT, Sở Cảnh sát Atlanta (APD) phản ứng trước thông báo về một vụ ăn cướp ở Gold Massage Spa trên đường Piedmont phía đông bắc Atlanta, cách vụ xả súng đầu tiên khoảng 30 dặm (48 km). Ở đó, họ tìm thấy ba người phụ nữ khác chết vì đạn bắn. Trong khi cảnh sát Atlanta đang ở Gold Spa, họ nhận thông báo về một vụ xả súng khác ở bên kia đường, tại Aromatherapy Spa, nơi họ tìm thấy thi thể của một người phụ nữ khác.
Hai nhân viên Gold Massage Spa sống sót qua vụ việc nói về việc nghe thấy tiếng tích tắc khi đang ở trong phòng nghỉ, thực chất là tiếng súng. Họ trốn trong phòng khách, dùng đồ đạc để che chắn, và bị bắn nhưng không bị thương. Theo họ, hung thủ không nói hay phát ra bất cứ tiếng động nào trong lúc bắn, và có lúc hắn đã khóa cả cửa trước lẫn cửa sau của quán spa. Theo thông tin của tờ báo Hàn Quốc The Chosun Ilbo, một nhân viên Gold Massage Spa trốn thoát khỏi cửa tiệm khi xảy ra vụ xả súng khẳng định tên bắn súng đã nói, "Tao sẽ giết hết lũ châu Á". Theo một nhân chứng, kẻ tấn công bắn người nhân viên mở cửa Aromatherapy Spa cho hắn rồi bỏ trốn mà không đi vào trong.
Theo APD, họ để ý thấy sự tương đồng giữa hai vụ xả súng ở đường Piedmont và hạt Cherokee và đã điều sĩ quan đến canh gác những cửa tiệm tương tự trong khu vực. Cục Điều tra Liên bang được huy động để hỗ trợ cuộc điều tra.

### Bắt giữ
Sau vụ xả súng đầu tiên, cảnh sát Quận Cherokee đã công bố hình ảnh máy quay an ninh và được bố mẹ của nghi phạm Robert Long liên lạc. Trong khi bố mẹ của Robert Long đang được thẩm vấn, APD đã nhận tiếp được hai vụ xả súng trong phạm vi thành phố Atlanta. Bố mẹ của Long đã khai rằng chiếc Hyundai Tucson của Robert Long được trang bị một thiết bị theo dõi định vị. Dựa vào hình ảnh chiếc xe của Robert Long từ máy quay an ninh ở cả hai hiện trường vụ án cùng với thiết bị theo dõi định vị, cảnh sát sau đó đã nhanh chóng xác định và tìm ra Robert Long.
Vào khoảng 8h30 tối hôm đó, khoảng 3 tiếng rưỡi sau vụ xả súng đầu tiên, cảnh sát tại Quận Crisp đã phát hiện Robert Long cách khoảng 150 km về phía nam Atlanta. Các sĩ quan Tuần tra bang Georgia đã theo đuôi Robert Long về phía nam trên xa lộ liên bang 75 đến phía nam Cordele, nơi sau đó họ đã chặn xe và kịp thời trấn giữ Robert Long. Khi bị bắt, Robert Long đang trên đường đến bang Florida.
Ban đầu anh bị bắt giữ vì có liên quan đến vụ xả súng tại Acworth, nhưng sau đó cảnh sát đã xác định Robert Long cũng là đối tượng tình nghi chính trong vụ xả súng ở Đường Piedmont. Theo đó, họ đã tìm thấy một khẩu súng 9mm trong xe của người này.

## Nạn nhân
Hung thủ trong ba vụ xả súng trên đã giết tổng cộng tám người và làm bị thương một người. Sáu người trong đó đã tử vong ngay tại hiện trường, một người thì chết trên đường đến bệnh viện và người còn lại là trong khi đang được chữa trị. Trong sáu nạn nhân trên, có bao gồm bốn người tại Đường Piedmont và hai người ở Acworth, là những phụ nữ gốc Á. Hai người khác là một người đàn ông và một phụ nữ da trắng, và người sống sót còn lại là một người đàn ông gốc Tây Ban Nha. Bộ Ngoại giao Hàn Quốc sau đó đã xác nhận bốn trong số những người tử vong là người gốc Hàn.

## Nghi phạm
Hung thủ chính đã được xác định là Robert Aaron Long, một thanh niên 21 tuổi sống ở Woodstock, bang Georgia. Người này đã tốt nghiệp trung học tại Trường Trung học Sequoyah vào năm 2017. Từ học kỳ mùa thu năm 2017 đến học kỳ mùa thu năm 2018, Robert Long đã theo học tại cơ sở của Viện Đại học Bắc Georgia ở Cumming, nhưng chưa tốt nghiệp và cũng không có ý định tiếp tục học. Robert Long là một người đi săn và cha của anh là một mục sư phụ trách truyền đạo cho các thanh thiếu niên. Robert Long đã tích cực tham gia sinh hoạt tại một hội thánh thuộc Hệ phái Báp-tít Nam Phương. Cảnh sát trưởng Quận Cherokee là Frank Reynolds cho biết lúc đó Robert Long chưa hề có một tiền án, tiền sự nào.
Sau đó, Robert Long đã có một thời gian điều trị tại một cơ sở điều trị Cơ Đốc cho tình trạng được gọi là nghiện tình dục, là tên gọi mà những tín hữu Cơ Đốc thường dùng để nói về những người không thể kiềm chế ham muốn tình dục như họ đã được răn dạy. Robert Long cho rằng mình đã bị "hành hạ" bởi tình trạng nghiện tình dục vì anh luôn có "sự tin kính sâu sắc", theo lời của người đã ở chung với Robert Long tại cơ sở phục hồi chức năng cho người nghiện. Người này cũng cho biết rằng tại cơ sở phục hồi chức năng đó, có vài lần Robert Long nói rằng anh đã bắt đầu "tái nghiện" và đi đến những tiệm massage để gặp những người hành nghề mại dâm. Phía cảnh sát cho biết, gia đình đã đuổi Robert Long ra khỏi nhà vào đêm trước khi xảy ra vụ xả súng do quan ngại về tình trạng nghiện tình dục liên tục kéo dài của Robert Long và cũng nói rằng Robert Long đã xem những nội dung khiêu dâm trên Internet nhiều giờ mỗi ngày. Một báo cáo của cảnh sát cũng đã ghi nhận rằng Robert Long đã "bị kích động" sau khi bị đuổi ra khỏi nhà. Dù bị cho là các hành vi trên của anh xảy ra là do sự thù hận đối với những người Mỹ gốc Á nói chung, Long đã nói với các nhà điều tra rằng hành vi do anh gây ra không có bất cứ một động cơ chủng tộc nào.

### Thủ tục tố tụng pháp lý
Vào ngày 17 tháng 3 năm 2021, Long đã bị buộc tội với 8 tội danh giết người, chia đều giữa vụ xả súng ở Quận Cherokee và vụ xả súng ở Atlanta, và một tội danh trầm trọng hơn cũng ở Quận Cherokee. Theo Văn phòng cảnh sát trưởng Quận Cherokee, Long đã thú nhận là người đã gây ra vụ xả súng ở Cherokee và Atlanta. Trong lần ra hầu tòa đầu tiên được lên kế hoạch vào ngày 18 tháng 3, vì một số lý do cá nhân nên anh đã không ra tòa và phiên tòa đã bị hoãn sau đó.

## Phản ứng

### Động thái từ phía chính phủ
Thị trưởng Atlanta Keisha Lance Bottoms đã kêu gọi sự đoàn kết với những người Mỹ gốc Á và nói rằng việc Long bị buộc tội "tội ác thù hận" là thích đáng. Thống đốc Georgia Brian Kemp cũng đã viết tweet để chia buồn cùng với các nạn nhân, ca ngợi cảnh sát vì đã bắt giữ hung thủ nhanh chóng và nói rằng động cơ cho loạt vụ xả súng có thể xảy ra là do thù hận, nhưng ông sẽ để các nhà điều tra xác định được sự thật trước khi đưa ra ý kiến của mình.
Vào ngày 17 tháng 3, Tổng thống Joe Biden đã cho biết ông sẽ chờ một cuộc điều tra chính thức về vụ án trước khi bình luận về động cơ của Long nhưng lên án sự phân biệt đối xử với những người Mỹ gốc Á. Sau đó vào ngày 18 tháng 3, Biden đã ra lệnh cho tất cả các lá cờ Hoa Kỳ tại Nhà Trắng và trên các cơ sở liên bang, cơ sở quân sự, các tàu hải quân và tại các cơ quan đại diện ngoại giao Hoa Kỳ khác phải được treo liên tục cho đến ngày 22 tháng 3 để bày tỏ sự tôn trọng và tưởng niệm đối với các nạn nhân của vụ xả súng.
Phó Tổng thống Kamala Harris cũng bày tỏ tình đoàn kết với cộng đồng người Mỹ gốc Á tại đây. Sau đó, Biden và Harris đã hoãn một sự kiện ở Atlanta nằm trong chuyến đi được lên lịch trước nhằm kí kết Đạo luật Kế hoạch Giải cứu Mỹ năm 2021 (American Rescue Plan Act of 2021) và thay vào đó đến gặp gỡ các nhà lãnh đạo cộng đồng người Mỹ gốc Á tại địa phương vào ngày 19 tháng 3 để thảo luận về vụ xả súng. Sau cuộc họp, Biden đã có bài phát biểu lên án tội ác về định kiến và sự thù hận đang gia tăng đối với người Mỹ gốc Á trong đại dịch COVID-19 và tuyên bố sẽ ủng hộ Đạo luật chống tội phạm căm thù COVID-19 (Americans during the COVID-19 pandemic) được đề xuất, đồng thời cũng sẽ tạo điều kiện thuận lợi cho việc giải quyết những người gốc Á muốn bày tỏ thái độ đới với loạt vụ xả súng trên.
Ngoại trưởng Antony Blinken và Bộ trưởng Quốc phòng Lloyd Austin thông báo rằng cả hai đều đang ở Seoul để gặp gỡ với những người đồng cấp Hàn Quốc – Bộ trưởng Ngoại giao Chung Eui-yong và Bộ trưởng Quốc phòng Suh Wook để tổ chức một cuộc họp báo chung, trong đó lên án các cuộc tấn công trên và bày tỏ tình đoàn kết với Cộng đồng người Hàn Quốc.

#### Cải cách đạo luật súng đạn
Một số chính trị gia đã bày tỏ lo ngại về việc nghi phạm có thể dễ dàng lấy được súng vào ngày xảy ra vụ nổ súng như thế nào. Thượng nghị sĩ bang Georgia Michelle Au nhận xét, "Mua súng ở đây còn dễ hơn cả việc bỏ phiếu". Trang web tin tức châm biếm The Onion cũng đã đăng tải lại một loạt bài báo gốc có tựa đề "'Không có cách nào để ngăn chặn điều này', nói từ một quốc gia duy nhất là nơi thường xuyên xảy ra" ('No Way To Prevent This', Says Only Nation Where This Regularly Happens), với một số sửa đổi nhỏ để cập nhật với thông tin của loạt vụ xả súng.
Những lời kêu gọi cải cách đạo luật súng đạn sau đó cũng đã được gia hạn khi một vụ xả súng hàng loạt khác ở Mỹ đã xảy ra sáu ngày sau đó. Lãnh đạo Đa số Thượng viện Chuck Schumer (D-NY) tuyên bố rằng Thượng viện "sẽ biểu quyết bản dự thảo luật mà Hạ viện đã thông qua nhằm giúp ngăn chặn các vụ bạo lực súng đạn".

### Tranh cãi từ phía dư luận
Vụ xả súng đã làm dấy lên lo ngại về việc thiếu an ninh an toàn trong các chủ sở hữu và nhân viên của các doanh nghiệp do người châu Á làm chủ trên khắp nước Mỹ, đồng thời cũng gây nên làn sóng tranh luận về việc định nghĩa cho tội ác thù hận và chỉ trích các phương pháp hiện được sử dụng để tổng hợp dữ liệu về những tội phạm căm thù ở nước này.
Vào ngày 18 tháng 3, Hạ viện Hoa Kỳ đã tổ chức một cuộc điều trần Quốc hội được lên lịch trước đó để bàn luận về sự phân biệt đối xử chống lại những người Mỹ gốc Á. Trong đó, Hạ nghị sĩ Chip Roy (R-TX) đã đặt câu hỏi về những nỗ lực của ủy ban nhằm ngăn chặn tội ác thù hận và các vụ việc gây thù hận chống lại người Mỹ gốc Á liệu có ảnh hưởng đến tự do ngôn luận hay không. Tuyên bố của ông sau đó đã khiến các đảng viên thuộc Đảng Dân chủ chỉ trích.
Margaret Huang, chủ tịch kiêm giám đốc điều hành của Trung tâm Luật Nghèo đói miền Nam, cũng đã bày tỏ lo lắng rằng trong tương lai những người khác trong tình huống tương tự sẽ không được giúp đỡ nếu vụ xả súng không được coi là một tội ác thù hận.

### Phản ứng từ phía người dân
Trong một cuộc họp báo nói về vụ xả súng, Phát ngôn viên của Sở Cảnh sát trưởng Quận Cherokee, Đại úy Jay Baker, đã nói rằng Long có những hành vi như trên là do liên quan đến chứng nghiện tình dục và "có vẻ như hôm qua là một ngày tồi tệ nhất của anh ta nên anh ta mới làm ra những việc như vậy". Những lời nói của Baker sau đó đã thu hút những chỉ trích và phản ứng từ phía dư luận, dẫn đến việc phát hiện ra quan điểm chống Trung Quốc của ông trên Facebook, do đó gọi tính toàn vẹn của cuộc điều tra là "đáng nghi vấn". Cảnh sát trưởng Reynolds sau đó đã thừa nhận những lời chỉ trích trên, nhận trách nhiệm của cơ quan về những lời nói "vô ý" của Baker và sau đó đã loại bỏ ông ra khỏi vai trò phát ngôn viên. Theo WSB-TV, vụ việc trên cũng đã khiến Sở Cảnh sát trưởng Quận Cherokee xem xét để nhanh chóng giao lại vai trò của mình trong vụ án cho Cục Điều tra bang Georgia. Hạ nghị sĩ Ted Lieu (D-Calif.) cũng kêu gọi FBI tiến hành cuộc điều tra độc lập của riêng mình, nói rằng ông tin rằng cuộc điều tra của Văn phòng Cảnh sát trưởng Quận Cherokee sẽ không công bằng vì những nhận xét trong cuộc họp báo của Baker và các bài đăng trên Facebook của người này. Vincent Pan, đồng giám đốc của Chinese for Affirmative Action (CAA), nói rằng sự tham gia của Baker đã làm suy yếu niềm tin của người Mỹ gốc Á về sự nghiêm túc và tính công bằng trong cuộc điều tra này.
Hạ nghị sĩ Marilyn Strickland (D-WA) cũng nói rằng "bạo lực có động cơ chủng tộc nên được định nghĩa chính xác" và "chúng ta phải ngừng bào chữa hoặc đổi tên nó thành sự "lo lắng kinh tế" hoặc "nghiện tình dục"", nói về báo cáo từ luật sư bào chữa cho nghi phạm.

### Biểu tình
Vào ngày 21 tháng 3, hàng ngàn người đã tham gia vào các cuộc biểu tình ở Atlanta, Thành phố New York, Washington D.C. và Montreal nhằm ủng hộ cho cộng đồng người Mỹ gốc Á sau vụ xả súng.